# 山東巡撫衙門
山東巡撫衙門，於清代順治元年（1644年）在濟南設置（今山東省濟南市珍珠泉院内），設有山東巡撫一人，為清代山東省最高行政長官。

## 駐地
均駐濟南。

## 機構設置
山東巡撫為獨任制職官，獨自處理山東省政務。巡撫衙門內無定制的組織機構，僅有「六房書吏幕友」和一些附屬職員。
六房即吏、戶、禮、兵、刑、工各房，分掌其事；書吏、幕友掌文書案件。
附屬職員有：中軍副將，專司儀衛；武巡捕，掌保持衙門秩序，文武官員謁見時執司儐儀；戈什哈（滿語），執侍奉之職；文巡捕，巡撫行公務時侍奉左右供其使令；監印委員，管理巡撫印鈐；收呈委員，掌一定時候收受管內軍民的呈訴。
清末改革地方官制，山東巡撫衙門於光緒33年（1907年）後照章設立幕職，佐理文牘，分科治事。衙門內所設幕職人員，有秘書、助理秘書、參事等，並設會議廳。秘書員掌理機密文電章奏及不屬於各科之事，並參與一切要政；參事員掌理各科文牘，主管事宜分設交涉科、民政科、法科、度支科、吏科、學科、禮科、農工商科、郵傳科、軍政科等10科，各科承接京師各部院所司事項及文牘，遵循辦理。在秘書員和參事員之外，各科另設副員若干；又設收發員2人、繕寫員數人及書記員數人，承辦收發、撰擬及謄寫諸事宜。

## 專職機構

### 學政衙門
為山東省的專門教育行政機構，設於清雍正年間，駐濟南。其主官稱「提督學政」，為山東省管理教育事業的最高行政長官，直屬清廷。內置書吏等辦事人員。學政之下於各府、州、縣分級設立儒學教官，府學設教授，州學設學正，縣學設教諭。各府、州、縣儒學均設有副職訓導。晚清時期，山東省歷任學政均為進士出身的侍郎、京堂、翰林、科道等品級的官吏，凡由部屬簡任的，均加編修或檢討銜，三年一任，各按原官品級。地位略低於巡撫，列在布、按之前。因清末官制改革，於光緒32年（1906年）四月「罷科舉，興學校」，裁撤學政衙門，改置山東提學使司。

### 督糧道衙門
為山東省管理漕糧的行政機關，於清順治五年（1648年）成立，駐德州。其行政長官督糧道（又稱糧儲道），是漕運總督統轄之下負責管理山東省內漕糧的監察兌收和督押運艘的專職道員，官秩正四品。因清末官制改革，於光緒34年（1908年）二月裁撤。

### 運河道衙門
為管理山東省河務的專職行政機構，清初設立，駐濟寧。其行政長官運河道，是東河河道總督屬下分管山東境內河道的挑浚淤淺、導引泉流、沿河堤壩堰閘的歲修、搶修等工程事務的專職道員，官秩正四品。山東運河道員有專職，也有兼職，其歸屬亦經常變化。清末，山東河務官員有二道，即山東運河道和兗沂曹濟道歸東河河道總督所屬。光緒28年（1902年）以前，主要是山東運河道行管河之職，兼掌河幣出納之責。清未官制改革，河務全歸地方官兼理。光緒28年（1902年）七月運河道裁撤後，河務全歸兗沂曹濟道掌管。

### 都轉鹽運使司
為掌管山東等處鹽務的專職行政機構，清初設立，駐濟南，其行政長官稱都轉鹽運使司運使，簡稱鹽運使，是山東省管理鹽務的專職道員，官秩從三品，受山東巡撫統屬。山東鹽運使除管轄山東省鹽務外，還兼轄河南商邱等9州縣和江南徐、宿等6州縣鹽務。
清末官制改革，宣統年間改定鹽政官制，山東鹽運使遂改置為鹽務正監督1人，受中央鹽政大臣統轄，具體掌管山東省鹽務。

### 稅關
為清廷派駐山東省管理關稅事務的專門機構，其行政長官稱「監督」，各稅關均設監督1人。關稅監督由部臣題請簡派，或由京畿差各部司員，或改令地方官兼轄，更變無常。各關監督均為關差，以原官品級差往，按期更代。各關監督均設有衙署辦公。
清末，山東省所設稅關：臨清關、東海關、東海洋關、膠海關。

### 清末新設機構
清末，清廷實行官制改革，山東地方行政機構隨之發生了一些變化。提督學政改為提學使司，按察使司改為提法使司，增設各級審判廳、檢察廳和巡警道、勸業道等新機構。